# Liste des chansons des Who
Cet article présente la liste de toutes les chansons composées ou tout simplement reprises par le groupe The Who.

## Compositions
- Haut – A
- B
- C
- D
- E
- F
- G
- H
- I
- J
- K
- L
- M
- N
- O
- P
- Q
- R
- S
- T
- U
- V
- W
- X
- Y
- Z

### 0-9
- 1921
- 5:15
- 905

### A
- A Legal Matter
- A Man in a Purple Dress
- A Man Is a Man
- A Quick One While He's Away
- Acid Queen
- Amazing Journey
- Another Tricky Day
- Anyway, Anyhow, Anywhere
- Armenia City in the Sky
- Athena

### B
- Baba O'Riley
- Bargain
- Be Lucky
- Behind Blue Eyes
- Bell Boy
- Black Widow Eyes
- Blue, Red and Grey
- Boris the Spider

### C
- Cache Cache
- Call Me Lightning
- Christmas
- Circles
- Cobwebs and Strange
- Cooks County
- Cousin Kevin
- Cry If You Want
- Cut My Hair

### D
- Daily Records
- Dangerous
- Did You Steal My Money?
- The Dirty Jobs
- Disguises
- Dig
- Do You Think It's Alright?
- Doctor Jimmy
- Doctor, Doctor
- Dogs
- Dogs Part Two
- Don't Let Go The Coat
- Don't Look Away
- Dr. Jekyll and Mr. Hyde
- Dreaming From the Waist
- Drowned

### E
- Early Morning Cold Taxi
- Eminence Front
- Endless Wire

### F
- Faith in Something Bigger
- Fiddle About
- Four Faces
- Fragments
- Fragments of Fragments

### G
- Get Out And Stay Out
- Getting In Tune
- Girl's Eyes
- Glittering Girl
- Glow Girl
- Go to the Mirror!
- God Speaks of Marty Robbins
- Going Mobile
- The Good's Gone
- Guitar and Pen

### H
- Had Enough
- Happy Jack
- Heaven et Hell
- Heinz Baked Beans
- Helpless Dancer
- Here for More
- How Can You Do It Alone
- How Many Friends
- However Much I Booze

### I
- I Am the Sea
- I Can See for Miles
- I Can't Explain
- I Can't Reach You
- I Don't Even Know Myself
- I Need You
- I'm a Boy
- I'm Free
- I'm One
- I Was
- Imagine a Man
- In a Hand or a Face
- In the City
- In the Ether
- Instant Party Mixture
- The Iron Man
- Is It in My Head?
- It's a Boy
- It's Hard
- It's Not Enough
- It's Not True
- It's Your Turn
- I've Been Away
- I've Had Enough
- I've Known No War

### J
- Jaguar
- Join Together
- Joker James

### K
- The Kids Are Alright

### L
- La-La-La Lies
- Let's See Action
- Little Billy
- Long Live Rock
- Love Ain't for Keeping
- Love Is Coming Down
- Love, Reign o'er Me

### M
- Magic Bus
- Mary-Anne with the Shaky Hand
- Medac
- Melancholia
- Mike Post Theme
- Miracle Cure
- Mirror Door
- Much Too Much
- Music Must Change
- My Generation
- My Wife

### N
- Naked Eye
- New Song
- Now I'm a Farmer

### O
- Odorono
- Old Red Wine
- One at a Time
- One Life's Enough
- Our Love Was
- Out in the Street
- Overture
- The Ox

### P
- Pick Up the Peace
- Pictures of Lily
- Pinball Wizard
- Postcard
- The Punk and the Godfather
- Pure and Easy
- Put the Money Down

### Q
- Quadrophenia
- The Quiet One

### R
- Rael 1
- Rael 2
- Real Good-Looking Boy
- The Real Me
- Relax
- Relay
- The Rock
- Run, Run, Run

### S
- Sally Simpson
- Sea and Sand
- See Me, Feel Me
- See My Way
- The Seeker
- Sensation
- Silas Stingy
- Sister Disco
- Slip Kid
- Smash the Mirror
- So Sad About Us
- Sodding About
- Someone's Coming
- The Song Is Over
- Sound Round
- Sparks
- Squeeze Box
- Substitute
- Success Story
- Sunrise

### T
- Tattoo
- Tea and Theatre
- Teenage Wasteland
- There's a Doctor
- They Are All in Love
- They Made My Dream Come True
- Tommy, Can You Hear Me?
- Tommy's Holiday Camp
- Too Much of Anything
- Trick of the Light
- Trying To Get Through
- Trilby's Piano
- Two Thousand Years

### U
- Underture
- Unholy Trinity

### W
- Wasp Man
- Water
- We Got a Hit
- Welcome
- We're Not Gonna Take It
- When I Was a Boy
- Whiskey Man
- Who Are You
- Why'd I Fall for That
- Won't Get Fooled Again

### Y
- You
- You Better You Bet
- You Stand By Me

## Reprises
- Anytime You Want Me (Jerry Ragovoy, Garnet Mimms)
- Baby Don't You Do It (Brian Holland, Lamont Dozier, Edward Holland)
- Bald Headed Woman (traditionnel)
- Barbara Ann (Fred Fassert)
- Batman (Neal Hefti)
- Big Boss Man (Jimmy Reed)
- Bonie Moronie (Larry Williams)
- Bucket T (Atrield, Christian, Torrence)
- Daddy Rolling Stone (Otis Blackwell)
- Dancing in the Street (Marvin Gaye, Ivy Hunter, William Stevenson)
- Eyesight to the Blind (The Hawker) (Sonny Boy Williamson II)
- Fire (Arthur Wilton Brown, Vincent Rodney Chessman, Michael Ivor Finesilver, Andrew Peter Ker-Robert)
- Fortune Teller (Allen Toussaint)
- Good Lovin' (Rudy Clark, Arthur Resnick)
- Going Down (Freddie King)
- Hall of the Mountain King (Edvard Grieg)
- Heat Wave (Brian Holland, Lamont Dozier, Edward Holland)
- Here 'Tis (Ellas McDaniel)
- I Don't Mind (James Brown)
- I Gotta Dance To Keep From Crying (Smokey Robinson & the Miracles)
- I'm A Man (Bo Diddley)
- I'm the Face (Peter Meaden)
- Just You and Me, Darling (James Brown)
- The Last Time (Mick Jagger, Keith Richards)
- Leaving Here (Eddie Holland)
- Lubie (Come Back Home) (Paul Revere, Mark Lindsay)
- Long Tall Shorty (Don Covay)
- Man With the Money (Don Everly, Phil Everly)
- Motoring (William Stephenson)
- My Way (Jerry Capehart, Eddie Cochran)
- Please, Please, Please (James Brown)
- Pretty Thing (Bo Diddley)
- (I'm A) Road Runner (Bo Diddley)
- Saturday Night's Alright (For Fighting) (Bernie Taupin, Elton John)
- Shakin' All Over (Fred Heath)
- Shout And Shimmy (James Brown)
- Spoonful (Willie Dixon)
- Summertime Blues (Jerry Capehart, Eddie Cochran)
- Twist and Shout (Phil Medley, Bert Russell)
- Under My Thumb (Mick Jagger, Keith Richards)
- Young Man Blues (Mose Allison)